# Georg Ludwig Moritz zu Hohenlohe-Kirchberg
Georg Ludwig Moritz Fürst zu Hohenlohe-Kirchberg (* 16. September 1786 in Kirchberg; † 25. Dezember 1836 ebenda) aus dem fränkischen Hochadelsgeschlecht Hohenlohe war ein Generalmajor und Standesherr des Königreichs Württemberg.

## Abstammung
Fürst Georg Ludwig Moritz war der Sohn von Fürst Christian Friedrich Karl zu Hohenlohe-Kirchberg (1729–1819) und dessen Ehefrau Philippine geborene Gräfin zu Ysenburg und Büdingen (1744–1814), einer Tochter des Generalleutnants  Wilhelm Moritz II., Graf zu Ysenburg-Philippseich.

## Leben und Werk
Georg Ludwig Moritz zu Hohenlohe-Kirchberg stieg in der Württembergischen Armee bis in den Rang eines Generalmajors auf. 1819 trat er die Nachfolge seines Vaters als Standesherr und Fürst zu Hohenlohe-Kirchberg an. Er gehörte seither der Ersten Kammer der Württembergischen Landstände an. Seit 1833 bis zu seinem Tod war er Vizepräsident der Ersten Kammer.
Fürst Georg Ludwig Moritz war römisch-katholisch. Aus der 1812 geschlossenen Ehe mit Adelheid geborene Prinzessin zu Hohenlohe-Ingelfingen (1787–1858) gingen keine Kinder hervor, so dass ihm sein Cousin Karl Friedrich Ludwig zu Hohenlohe-Kirchberg 1836 im Fürstentitel und in der Standesherrschaft nachfolgte.

## Ehrungen
- 1823 Großkreuz des Ordens der Württembergischen Krone[4]

## Belege und Anmerkungen
1. ↑  In der Literatur kursiert statt Georg Ludwig Moritz auch die Namensversion Georg Friedrich Moritz zu Hohenlohe-Kirchberg, bisweilen hieß er auch nur Ludwig Fürst zu Hohenlohe-Kirchberg
2. ↑  Johann Justus Herwig: Entwurf einer genealogischen Geschichte des hohen Hausses Hohenlohe, Schillingsfürst 1796, S. 195.
3. ↑  Ysenburg-Philippseich, Wilhelm Moritz II. Graf zu. Hessische Biografie. (Stand: 15. Oktober 2019). In: Landesgeschichtliches Informationssystem Hessen (LAGIS).
4. ↑  Hans Konrad Schenk: Hohenlohe vom Reichsfürstentum zur Standesherrschaft. Swiridoff Verlag, Künzelsau 2006, ISBN 3-89929-080-1, S. 221.